# Мануель Ортіс Торібіо
Мануель Ортіс Торібіо, відомий як Лоло (ісп. Manuel Ortiz Toribio; нар. 22 серпня 1984, Уельва) — іспанський футболіст, захисник клубу «Пуне Сіті».

## Життєпис

### Клубна кар'єра
Лоло - вихованець «Севільї». 2002 року дебютував за другу команду клубу в третьому іспанському дивізіоні. У сезоні 2006/07 його гол у ворота «Бургоса» дозволив команді вийти до другого іспанського дивізіону.
У грудні 2007 року Лоло дебютував за «Севілью» в гостьовому матчі групового етапу Ліги чемпіонів проти празької «Славії» (3:0). У березні 2008 року він дебютував у найвищому іспанському дивізіоні матчем проти «Депортіво Ла-Корунья» (1:2). Однак, попри ці матчі за основний склад, у сезоні 2007/08 Лоло переважно був гравцем другої команди, виступаючи в Сегунді.
Сезон 2008/09 Лоло провів в оренді в «Малазі», за яку зіграв 26 матчів за сезон на позиції опорного півзахисника. У тому сезоні Лоло вдалося чотири рази вразити ворота суперників, зокрема у переможних матчах: зі «Спортінгом» (1:0) і «Вальядолідом» (2:1).
У жовтні 2009 року, повернувшись з оренди, Лоло продовжив контракт з «Севільєю» до червня 2011 року. 10 квітня 2010 року Лоло вперше забив за «Севілью» в чемпіонаті, в матчі проти «Малаги» (2:1).
У серпні 2010 року Лоло підписав контракт на чотири роки з «Осасуною». У першому сезоні за баскську команду Лоло став гравцем основного складу, граючи на позиції центрального захисника. Він відзначився голами у переможних матчах проти «Еркулеса» (3:0) та «Еспаньйола» (4:0). У наступному розіграші національного чемпіонату він з'являвся на полі в 28 матчах з 38 можливих, ще один раз вразивши ворота супротивника, а саме 22 січня 2012 року в домашньому матчі проти «Валенсії» (1:1).